# Politique à La Réunion

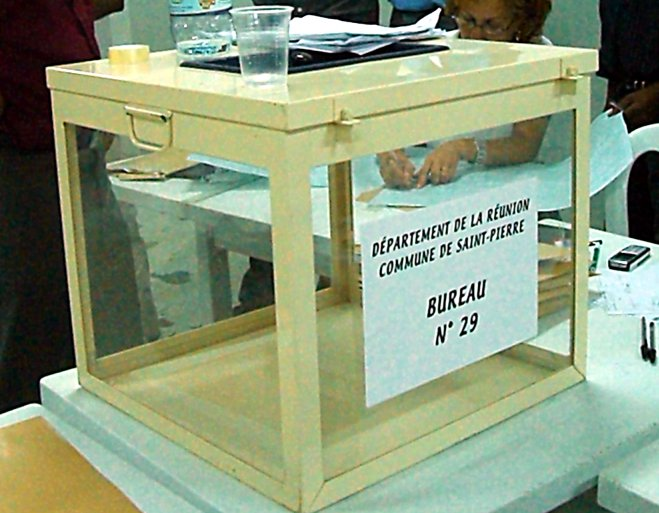
Une urne de vote dans la commune de Saint-Pierre (2007).

La plupart des partis actifs en politique à La Réunion sont les filiales ou les homologues de ceux de métropole, et il en est de même pour les organisations syndicales. La vie politique, comme les mouvements revendicatifs sont étroitement déterminés par les échéances, les mesures gouvernementales et les mobilisations de la métropole.

## Histoire politique et rapports de force
Pendant plusieurs décennies, les deux groupes les plus importants étaient les communistes et les gaullistes. Les socialistes et le centre sont devenus plus forts récemment.

## Partis politiques et principaux dirigeants

### La droite réunionnaise
- Les Républicains (LR), principale formation politique de la droite réunionnaise :
  - Michel Fontaine, maire de Saint-Pierre, président du comité départemental de LR, président de la CIVIS ;
  - Cyrille Melchior, président du conseil départemental de La Réunion ;
  - Viviane Malet, sénatrice ;
  - Béatrice Sigismeau, conseillère municipale de Saint-Pierre, conseillère départementale, secrétaire du comité départemental LR ;
  - Joseph Sinimalé, ancien maire de Saint-Paul ;
  - René-Paul Victoria, ancien député, ancien maire de Saint-Denis ;
  - Jean-Claude Lacouture, ancien maire de L'Étang-Salé ;
  - Daniel Gonthier, ancien maire de Saint-André ;
  - Marco Boyer, ancien maire de la Plaine des Palmistes ;
  - Paul-Franco Techer, ancien maire de Cilaos ;
  - Daniel Pausé, maire de Trois-Bassins ;
  - Jacqueline Farreyrol, ancienne députée et sénatrice ;
- Objectif Réunion (OR) :
  - Didier Robert, ancien président du conseil régional de La Réunion ;
  - Jean-Luc Poudroux, ancien président du conseil départemental de La Réunion ;
  - Jean-Louis Lagourgue, ancien maire de Sainte-Marie et ancien vice-président du conseil régional ;
- Les divers droite :
  - André Thien Ah Koon, ancien maire du Tampon, ancien président de la CASUD ;
  - Bruno Mamindy-Pajany, ancien maire de Sainte-Rose ;
  - Serge Hoareau, maire de Petite-Île ;
  - Julinana M'Doihoma, maire de Saint-Louis ;
  - Richard Nirlo, maire de Sainte-Marie ;
  - Eric Ferrère, maire des Avirons.

### Le centre réunionnais
- Mouvement démocrate (MoDem) :
  - Thierry Robert, ancien maire de Saint-Leu ;
  - Bruno Domen, maire de Saint-Leu ;
  - René Mondon, ancien maire des Avirons.
- Union des démocrates et indépendants (UDI) :
  - Nassimah Dindar, ancienne  sénatrice, ancienne présidente du conseil départemental de La Réunion, présidente de l'UDI Réunion ;
  - Jean-Paul Virapoullé, ancien maire de Saint-André ;
  - Stéphane Fouassin, sénateur, ancien maire de Salazie, délégué départemental de l'UDI Réunion ;
  - Patrick Malet, ancien maire de Saint-Louis ;
  - Olivier Rivière, maire de Saint-Philippe ;
  - Bachil Valy, maire de l'Entre-Deux ;
  - Ibrahim Dindar, porte-parole de l'UDI Réunion ;
  - Cyrille Hamilcaro, ancien maire de Saint-Louis ;
  - Michel Lagourgue, vice-président de l'UDI Réunion
- Mouvement politique Trait d'union (MPTU), branche locale du parti Renaissance :
  - Michel Vergoz, maire de Sainte-Rose, président du MPTU ;
  - Michel Dennemont, ancien sénateur, ancien maire des Avirons.

### La gauche réunionnaise
- Parti socialiste (PS) :
  - Ericka Bareigts, maire de Saint-Denis, ancienne députée, ancienne ministre de Outre-mer ;
  - Philippe Naillet, député de la 1ère circonscription de la réunion, secrétaire fédéral du PS ;
  - Gilbert Annette, ancien maire de Saint-Denis ;
  - Audrey Bélim, sénatrice, conseillère municipale de Saint-Denis, porte parole du PS réunion ;
  - Christian Annette, conseiller municipal de Sainte-Marie, conseiller régional ;
  - Jean-Jacques Vlody, ancien député.
- Pour La Réunion (PLR) :
  - Huguette Bello, présidente du conseil régional, présidente du PLR ;
  - Emmanuel Séraphin, maire de Saint-Paul, président du TCO, secrétaire général du PLR ;
  - Karine Lebon, députée de la 2e circonscription de La Réunion ;
  - Frédéric Maillot, député de la 6e circonscription de La Réunion ;
  - Jacques Técher, maire de Cilaos ;
  - Evelyne Corbière-Naminzo, sénatrice.
- Parti communiste réunionnais (PCR) ; le PCR n'est pas affilié au PCF :
  - Maurice Gironcel, maire de Sainte-Suzanne ;
  - Élie Hoarau, ancien député, ancien sénateur, président du PCR ;
  - Gélita Hoarau, ancienne sénatrice ;
  - Pierre Vergès, ancien maire du Port.
- Rézistan's Égalité 974 (RÉ974), proche de La France insoumise au niveau national :
  - Jean-Hugues Ratenon, député de la 5e circonscription de La Réunion ;
  - Perceval Gaillard, député de la 7e circonscription de La Réunion ;
- Le Progrès (LP) :
  - Patrick Lebreton, maire de Saint-Joseph, ancien député (anciennement PS) ;
  - Emeline K/Bidi, députée de la 4e circonscription de La Réunion.
- Bâtir l’Avenir de Notre Île Ansanm (Banian) :
  - Patrice Selly, maire de Saint Benoît, président de la CIREST (anciennement PS) ;
  - Bruno Robert, conseiller départemental et vice-président de la chambre d'agriculture.
- Ansamn :
  - Olivier Hoareau, maire du Port (anciennement PLR)[1].
- Citoyens de la Réunion En Action (CREA) :
  - Vanessa Miranville, maire de La Possession (anciennement EELVR).
- Action populaire de la Réunion (APR) :
  - Claude Hoarau, ancien maire de Saint-Louis, ancien député[2] (anciennement PCR).
- Europe Écologie Les Verts La Réunion (EÉLVR), fédération réunionnaise d'Europe Écologie Les Verts :
  - Geneviève Payet, secrétaire régionale EÉLV ;
  - Danon Lutchmee Odayen, secrétaire régionale adjointe EELV ;
  - Mélissa Cousin, conseillère municipale de Saint Paul, ancienne secrétaire régionale (suspendue en 2023[3],[4]) ;
  - Jean-Pierre Marchau, conseiller municipal de Saint-Denis, tête de liste EELVR aux élections régionales 2021.
- Place publique Réunion - Place publique :
  - Christophe Estève, secrétaire régional Place publique Réunion.
- La France insoumise Réunion - La France insoumise :
  - Younous Omarjee, député européen.
- Génération écologie la Réunion :
  - Ludovic Sautron, porte parole du parti.
- Free Dom (rapprochement avec PCR depuis le retrait des époux Sudre) :
  - Camille Sudre, ancien vice-président du conseil régional ;
  - Margie Sudre (représentant le centre-droit au sein de Free Dom), ancienne présidente du conseil régional, ancienne députée européenne, ancienne secrétaire d'État à la francophonie.
- Les divers gauche :
  - Joé Bédier, maire de Saint-André ;

### L'extrême-gauche réunionnaise
- Lutte ouvrière (LO), dont quelques militants sont présents notamment au sein de structures intermédiaires de la CGTR :
  - Jean-Yves Payet, cinq fois tête de liste LO aux élections régionales[5]
- Mouvement pour une alternative réunionnaise à l'ordre néolibéral (MARON) (proche de la LCR et d'ATTAC)
- Groupe trotskyste réunionnais (GTR membre de l'EITP et proche du Parti ouvrier indépendant (POI)
- Cellule trotskyste réunionnaise, proche des positions de Stéphane Just

### L'extrême-droite réunionnaise
- Rassemblement national (RN) :
  - Johnny Payet, maire de La Plaine-des-Palmistes, secrétaire départemental du parti ;
  - Joseph Rivière, député depuis 2024.
- Rassemblement réunion (scission du RN local)[6] :
  - Gaëlle Lebon, ancienne candidate aux législatives.

## Représentation politique et administrative

### Préfets et arrondissements

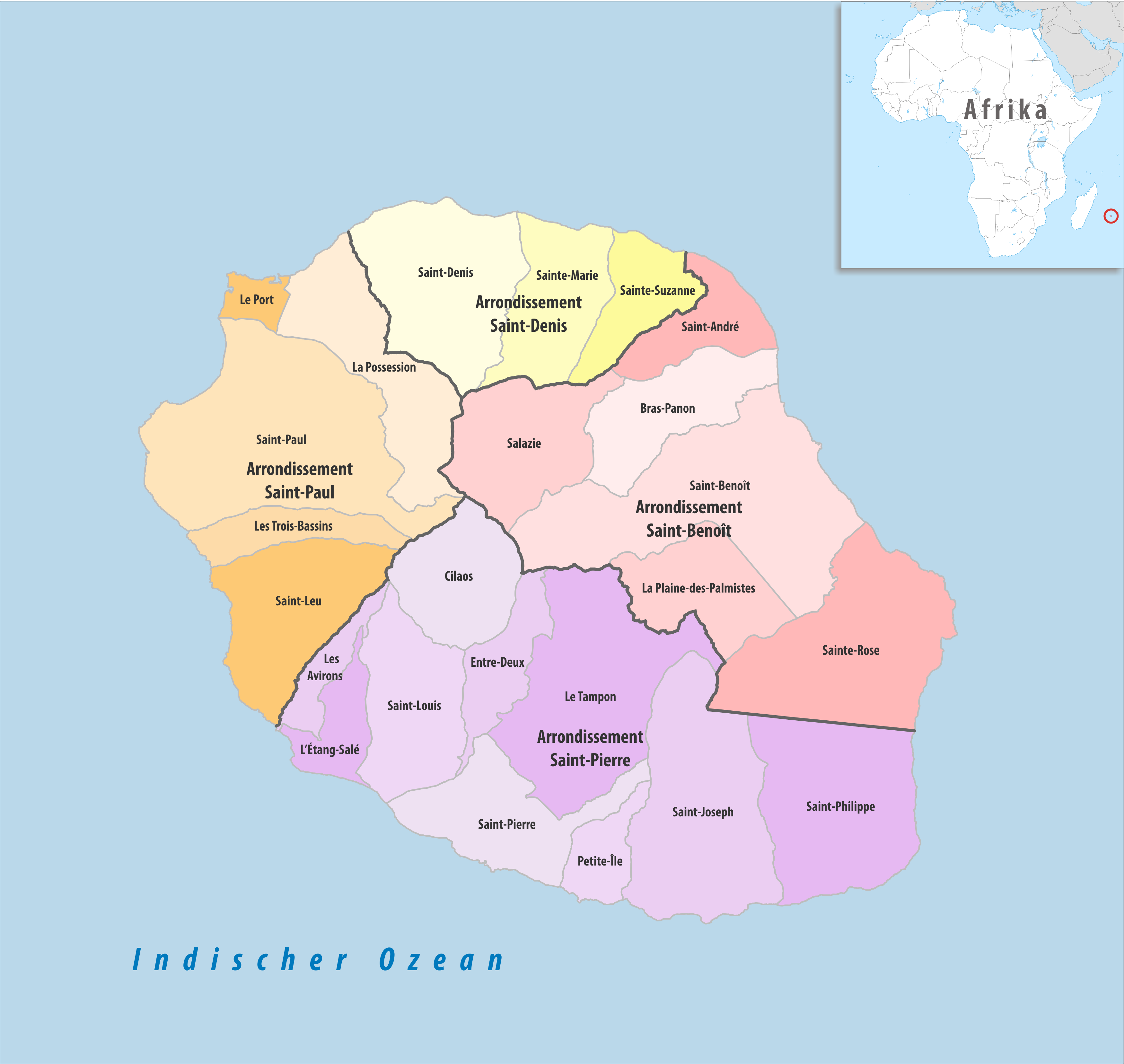
Arrondissements

La préfecture de La Réunion est localisée à Saint-Denis. Le département possède en outre trois sous-préfectures à Saint-Benoît, Saint-Paul et Saint-Pierre.

### Députés et circonscriptions législatives

Circonscriptions et affiliations à l'issue des élections de 2024.

| Circ. | Nom                 |  | Parti | Groupe                           | Suppléant                 |
| ----- | ------------------- |  | ----- | -------------------------------- | ------------------------- |
| 1re   | Philippe Naillet    |  | PS    | Socialistes et apparentés        | Brigitte Adame            |
| 2e    | Karine Lebon        |  | PLR   | Gauche démocrate et républicaine | Henry Hippolyte           |
| 3e    | Joseph Rivière      |  | RN    | Rassemblement national           | Marie Partula             |
| 4e    | Emeline K/Bidi      |  | LP    | Gauche démocrate et républicaine | Jean Bernard Maratchia    |
| 5e    | Jean-Hugues Ratenon |  | RÉ974 | La France insoumise              | Flavie Emmanuelle Annette |
| 6e    | Frédéric Maillot    |  | PLR   | Gauche démocrate et républicaine | Leïla Langenier           |
| 7e    | Perceval Gaillard   |  | RÉ974 | La France insoumise              | Geneviève Payet           |

### Sénateurs
| Nom               |  | Parti | Groupe                                         | Autres mandats (passés ou actuels)                         |
| ----------------- |  | ----- | ---------------------------------------------- | ---------------------------------------------------------- |
| Viviane Malet     |  | LR    | Les Républicains                               | Conseillère départementale de Saint-Pierre-1 (2015 → 2017) |
| Stéphane Fouassin |  | UDI   | Union centriste                                | Maire de Salazie (1998 → 2023)                             |
| Audrey Bélim      |  | PS    | Socialiste, écologiste et républicain          | Conseillère départementale de Saint-Denis-4 (2021 → 2023)  |
| Évelyne Corbière  |  | PLR   | Communiste, républicain, citoyen et écologiste | Conseillère régionale de La Réunion (2021 → )              |

### Conseillers régionaux
Le conseil régional de La Réunion compte 45 membres élus pour six ans. Dans le détail, la liste d'union de la gauche conduite par Huguette Bello a obtenu 29 sièges tandis que la liste « Objectif Ré'Union » d'union du centre et de la droite dirigée par Didier Robert en obtient 16.
| Huguette Bello            |  | PLR       | 01 | Union de la gauche              | Union pour le développement durable et solidaire du territoire |
| Frédéric Maillot          |  | PLR       | 02 | Union de la gauche              | Union pour le développement durable et solidaire du territoire |
| Ericka Bareigts *         |  | PS        | 03 | Union de la gauche              | #Avenir                                                        |
| Patrice Boulevart *       |  | Ba.       | 04 | Union de la gauche              | Union pour le développement durable et solidaire du territoire |
| Stéphanie Poiny-Toplan    |  | PLR       | 05 | Union de la gauche              | Union pour le développement durable et solidaire du territoire |
| Patrick Lebreton *        |  | LP        | 06 | Union de la gauche              | Union pour le développement durable et solidaire du territoire |
| Nadine Gironcel-Damour    |  | PCR       | 07 | Union de la gauche              | #Avenir                                                        |
| Jean-Hugues Ratenon       |  | LFI-RÉ974 | 08 | Union de la gauche              | Union pour le développement durable et solidaire du territoire |
| Céline Sitouze *          |  | DVG       | 09 | Union de la gauche              | Union pour le développement durable et solidaire du territoire |
| Normane Omarjee *         |  | DVG       | 10 | Union de la gauche              | #Avenir                                                        |
| Anne Chane-Kaye-Bone      |  | Ba.       | 11 | Union de la gauche              | Union pour le développement durable et solidaire du territoire |
| Jacques Técher *          |  | PCR       | 12 | Union de la gauche              | Union pour le développement durable et solidaire du territoire |
| Lorraine Nativel *        |  | MCR       | 13 | Union de la gauche              | Union pour le développement durable et solidaire du territoire |
| Fabrice Hoarau            |  | APR       | 14 | Union de la gauche              | Union pour le développement durable et solidaire du territoire |
| Amandine Ramaye *         |  | LFI-RÉ974 | 15 | Union de la gauche              | Union pour le développement durable et solidaire du territoire |
| Christian Annette         |  | PS        | 16 | Union de la gauche              | #Avenir                                                        |
| Patricia Profil           |  | PLR       | 17 | Union de la gauche              | Union pour le développement durable et solidaire du territoire |
| Wilfrid Bertile           |  | PLR       | 18 | Union de la gauche              | Union pour le développement durable et solidaire du territoire |
| Karine Nabénésa *         |  | TdP       | 19 | Union de la gauche              | Union pour le développement durable et solidaire du territoire |
| Jean-Pierre Chabriat      |  | DVG       | 20 | Union de la gauche              | Union pour le développement durable et solidaire du territoire |
| Maya Cesari               |  | DVG       | 21 | Union de la gauche              | #Avenir                                                        |
| Mikaël Sihou              |  | ED        | 22 | Union de la gauche              | #Avenir                                                        |
| Gobalou Erambranpoullé    |  | PCR       | 23 | Union de la gauche              | #Avenir                                                        |
| Axel Vienne               |  | LP        | 24 | Union de la gauche              | Union pour le développement durable et solidaire du territoire |
| Évelyne Corbière          |  | PLR       | 25 | Union de la gauche              | Union pour le développement durable et solidaire du territoire |
| Jean-Bernard Maratchia    |  | LP        | 26 | Union de la gauche              | Union pour le développement durable et solidaire du territoire |
| Laëtitia Lebreton         |  | PLR       | 27 | Union de la gauche              | Union pour le développement durable et solidaire du territoire |
| Pascal Plante             |  | DVG       | 28 | Union de la gauche              | #Avenir                                                        |
| Régine Chane Hong         |  | PLR       | 29 | Union de la gauche              | Union pour le développement durable et solidaire du territoire |
| Didier Robert             |  | OR        | 01 | Union du centre et de la droite | Objectif Ré'Union                                              |
| Sandrine Aho-Nienne       |  | LR        | 02 | Union du centre et de la droite | Le Cap                                                         |
| Jacquet Hoarau            |  | FRA       | 03 | Union du centre et de la droite | Objectif Ré'Union                                              |
| Sabrina Ramin             |  | UDI       | 04 | Union du centre et de la droite | Objectif Ré'Union                                              |
| Jean-Louis Lagourgue      |  | OR        | 05 | Union du centre et de la droite | Objectif Ré'Union                                              |
| Nadia Ramassamy           |  | RE        | 06 | Union du centre et de la droite | Objectif Ré'Union                                              |
| Michel Vergoz             |  | RE-MPTU   | 07 | Union du centre et de la droite | Objectif Ré'Union puis non-inscrit                             |
| Yolaine Costes            |  | OR        | 08 | Union du centre et de la droite | Objectif Ré'Union                                              |
| Bernard Picardo           |  | DVD       | 09 | Union du centre et de la droite | Objectif Ré'Union                                              |
| Marie-Lise Chane To       |  | DVD       | 10 | Union du centre et de la droite | Objectif Ré'Union                                              |
| Jean-Jacques Morel        |  | OR        | 11 | Union du centre et de la droite | Objectif Ré'Union                                              |
| Denise Hoarau             |  | LR        | 12 | Union du centre et de la droite | Le Cap                                                         |
| Rahfick Badat             |  | DVD       | 13 | Union du centre et de la droite | Objectif Ré'Union                                              |
| Liliane Abmon-Elizeon     |  | DVD       | 14 | Union du centre et de la droite | Objectif Ré'Union                                              |
| Richard Nirlo             |  | DVD       | 15 | Union du centre et de la droite | Objectif Ré'Union                                              |
| Patricia Locame Vaissette |  | DVD       | 16 | Union du centre et de la droite | Objectif Ré'Union                                              |
| * Vice-président(e)       |  |           |    |                                 |                                                                |

### Conseillers départementaux
Depuis le redécoupage cantonal de 2014, le nombre de cantons réunionnais est passé de 49 à 25 avec un binôme paritaire élu dans chacun d'entre eux, soit 50 conseillers départementaux. À l'issue des élections départementales de 2015, la majorité change mais Nassimah Dindar (Union des démocrates et indépendants) est élue à la présidence du conseil départemental par 38 voix contre 8 pour Philippe Le Constant (Parti socialiste) et quatre votes blancs, ceux des élus du Parti communiste réunionnais.
Élue sénatrice le 24 septembre 2017, Nassimah Dindar est contrainte de quitter ses fonctions, en vertu de la loi interdisant le cumul des mandats. Le 18 décembre, Cyrille Melchior (Les Républicains) est élu à la présidence par 26 voix contre 24 pour Jean-Claude Lacouture.
Le 1er juillet 2021, à la suite des élections départementales, Cyrille Melchior est réélu pour un nouveau mandat par 38 voix sur 50 et 12 bulletins blancs,.
| Canton         | Conseillers                | Partis | Partis    | Groupes                          |
| -------------- | -------------------------- | ------ | --------- | -------------------------------- |
| L'Étang-Salé   | Éric Ferrère               |        | LVC       |                                  |
| L'Étang-Salé   | Louise Simbaye             |        | DVC       |                                  |
| Le Port        | Isabelle Erudel            |        | PCR       |                                  |
| Le Port        | Jean-Yves Langenier        |        | PCR       |                                  |
| La Possession  | Gilles Hubert              |        | CREA      |                                  |
| La Possession  | Fabiola Lagourde           |        | CREA      |                                  |
| Saint-André-1  | Julie Aroubani             |        | PCR       | L'humain au coeur de nos actions |
| Saint-André-1  | René Sotaca                |        | PCR       | L'humain au coeur de nos actions |
| Saint-André-2  | Viviane Payet-Ben Hamida   |        | UDI       | Union Nord Est                   |
| Saint-André-2  | Jean-Marie Virapoullé      |        | UDI       | Union Nord Est                   |
| Saint-André-3  | Jeannick Atchapa           |        | DVC       | Union Nord Est                   |
| Saint-André-3  | Sidoleine Papaya           |        | DVC       | Union Nord Est                   |
| Saint-Benoît-1 | Sophie Arzal               |        | DVD       |                                  |
| Saint-Benoît-1 | Augustin Cazal             |        | Banian    |                                  |
| Saint-Benoît-2 | Amandine Hoareau           |        | PS        |                                  |
| Saint-Benoît-2 | Bruno Robert               |        | Banian    |                                  |
| Saint-Denis-1  | Gérard Françoise           |        | PS        | Une ambition pour le Département |
| Saint-Denis-1  | Monique Orphé              |        | PS        | Une ambition pour le Département |
| Saint-Denis-2  | Nassimah Dindar            |        | UDI-DSR   |                                  |
| Saint-Denis-2  | Jean-François Hoareau      |        | DVG       |                                  |
| Saint-Denis-3  | Brigitte Adame             |        | PS        | Une ambition pour le Département |
| Saint-Denis-3  | David Belda                |        | PS        | Une ambition pour le Département |
| Saint-Denis-4  | Alexandra Clain            |        | PS        | Une ambition pour le Département |
| Saint-Denis-4  | Virgile Kichenin           |        | PS        | Une ambition pour le Département |
| Saint-Joseph   | Inelda Leveneur-Baussillon |        | PS        |                                  |
| Saint-Joseph   | Harry Mussard              |        | PS        |                                  |
| Saint-Leu      | Brigitte Absyte            |        | DVC       |                                  |
| Saint-Leu      | Bruno Domen                |        | MoDem-LPA |                                  |
| Saint-Louis-1  | Flora Augustine-Etcheverry |        | DVD       | Solidarité citoyenne             |
| Saint-Louis-1  | Pascal Mangué              |        | DVD       |                                  |
| Saint-Louis-2  | Camille Clain              |        | DVD       |                                  |
| Saint-Louis-2  | Jean-François Payet        |        | DVD       | Solidarité citoyenne             |
| Saint-Paul-1   | Cyrille Melchior           |        | LR        | Groupe majoritaire               |
| Saint-Paul-1   | Adèle Odon                 |        | DVD       |                                  |
| Saint-Paul-2   | Aurélien Centon            |        | SE        | Alliance Réunion des territoires |
| Saint-Paul-2   | Jeanne Hoarau              |        | SE        |                                  |
| Saint-Paul-3   | Jean-François Nativel      |        | LMR       |                                  |
| Saint-Paul-3   | Églantine Victorine        |        | SE        |                                  |
| Saint-Pierre-1 | Thérèse Ferdé              |        | LR        |                                  |
| Saint-Pierre-1 | Jean-Louis Pajaniaye       |        | LR        |                                  |
| Saint-Pierre-2 | Philippe Potin             |        | LR        |                                  |
| Saint-Pierre-2 | Béatrice Sigismeau         |        | LR        | Groupe majoritaire               |
| Saint-Pierre-3 | Sabrina Tionohoué          |        | DVD       | Groupe majoritaire               |
| Saint-Pierre-3 | Serge Éric Hoareau         |        | DVD       | Groupe majoritaire               |
| Sainte-Marie   | Rémy Lagourgue             |        | DVD       | Union Nord Est                   |
| Sainte-Marie   | Valérie Rivière            |        | DVD       | Union Nord Est                   |
| Le Tampon-1    | Dominique Gonthier         |        | DVC       | Tampon Avenir                    |
| Le Tampon-1    | Laurence Mondon            |        | DVD       | Tampon Avenir                    |
| Le Tampon-2    | Albert Gastrin             |        | DVD       | Tampon Avenir                    |
| Le Tampon-2    | Augustine Romano           |        | DVC       | Tampon Avenir                    |

Le 1er juillet 2021, lors de la session d'installation du conseil départemental, huit vice-présidents et sept vice-présidentes ont été élus.
|     | Identité                   | Groupe | Attributions |
| --- | -------------------------- | ------ | --- |
| 1er | Serge Éric Hoareau         | MAJ    | Affaires agricoles, européennes et institutionnelles |
| 2e  | Laurence Mondon            | TA     | Développement des Hauts |
| 3e  | Jean-Marie Virapoullé      | UNE    | Coordination de l'action sociale et stratégie de prévention et d'inclusion sociale, conventions territoriales de solidarité (volet social), prévention santé et réforme des dispositifs d'aides sociales |
| 4e  | Béatrice Sigismeau         | MAJ    | Affaires culturelles et insertion par l'économie marchande, achat et commande publique |
| 5e  | Rémy Lagourgue             | UNE    | Insertion par l'économie sociale et solidaire et les filières innovantes |
| 6e  | Flora Augustine-Etcheverry | SC     | Prévention des violences intra-familiales |
| 7e  | Bruno Domen                |        | Tourisme |
| 8e  | Sophie Arzal               |        | Épanouissement de la jeunesse, innovation et modernisation de l'action du département |
| 9e  | Jeannick Atchapa           | UNE    | Affaires générales, finances et habitat |
| 10e | Augustine Romano           | TA     | Protection maternelle et infantile |
| 11e | Éric Ferrère               |        | Travaux bâtimentaires et valorisation du patrimoine |
| 12e | Camille Clain              |        | Environnement et développement durable |
| 13e | Gilles Hubert              |        | Gestion de l'eau et aménagements hydrauliques, participation citoyenne |
| 14e | Thérèse Ferdé              |        | Accompagnement des personnes âgées |
| 15e | Philippe Potin             |        | Développement du sport et bien être |

Groupes politiques
| Groupe                           | Sigle | Président/Co-présidents | Statut     | Effectif |
| -------------------------------- | ----- | ----------------------- | ---------- | -------- |
| Groupe majoritaire               | MAJ   | —                       | majorité   | -        |
| Union Nord Est                   | UNE   | Jean-Marie Virapoullé   | majorité   | 6        |
| Tampon Avenir                    | TA    | —                       | majorité   | 4        |
| Solidarité citoyenne             | SC    | —                       | majorité   | -        |
| Une ambition pour le Département | APLD  | —                       | opposition | -        |
| L'humain au coeur de nos actions | HCA   | —                       | opposition | 2        |
| Alliance Réunion des territoires | ART   | —                       | opposition | -        |

### Présidents d'intercommunalités
| Carte des intercommunalités de La Réunion au 1er janvier 2024. |    |                                                 |                   |       |       |          |            |
|                                                                |    | Intercommunalité                                | Président         | Parti | Parti | Élection | Population |
|                                                                | CA | Communauté intercommunale du Nord de La Réunion | Maurice Gironcel  |       | PCR   | 2020     | 213 402    |
|                                                                | CA | Communauté intercommunale Réunion Est           | Patrice Selly     |       | DVG   | 2020     | 127 924    |
|                                                                | CA | Communauté intercommunale des Villes solidaires | Michel Fontaine   |       | LR    | 2001     | 181 289    |
|                                                                | CA | Sud                                             | Jacquet Hoarau    |       | DVD   | 2024     | 132 929    |
|                                                                | CA | Territoire de la Côte Ouest                     | Emmanuel Séraphin |       | PLR   | 2020     | 215 613    |

### Maires
| Commune                 | Maire                 |  | Parti     | Élection | Population |
| ----------------------- | --------------------- |  | --------- | -------- | ---------- |
| Bras-Panon              | Jeannick Atchapa      |  | DVC       | 2020     | 13 131     |
| Cilaos                  | Jacques Técher        |  | PCR       | 2020     | 5 215      |
| Entre-Deux              | Bachil Moussa Valy    |  | UDI-DS    | 2001     | 7 115      |
| L'Étang-Salé            | Mathieu Hoarau        |  | DVC       | 2022     | 14 329     |
| La Plaine-des-Palmistes | Johnny Payet          |  | RN        | 2020     | 6 920      |
| La Possession           | Vanessa Miranville    |  | CREA      | 2014     | 36 390     |
| Le Port                 | Olivier Hoarau        |  | PLR       | 2014     | 33 670     |
| Le Tampon               | Patrice Thien Ah Koon |  | DVD       | 2024     | 81 964     |
| Les Avirons             | Éric Ferrère          |  | LVC       | 2020     | 11 445     |
| Les Trois-Bassins       | Daniel Pausé          |  | DVD       | 2014     | 7 113      |
| Petite-Île              | Serge Hoareau         |  | DVD       | 2014     | 12 920     |
| Saint-André             | Joé Bédier            |  | DVG       | 2020     | 57 546     |
| Saint-Benoît            | Patrice Selly         |  | DVG       | 2020     | 37 585     |
| Saint-Denis             | Ericka Bareigts       |  | PS        | 2020     | 156 149    |
| Saint-Joseph            | Patrick Lebreton      |  | PS        | 2001     | 38 992     |
| Saint-Leu               | Bruno Domen           |  | MoDem-LPA | 2017     | 35 597     |
| Saint-Louis             | Juliana M'Doihoma     |  | DVD       | 2020     | 54 478     |
| Saint-Paul              | Emmanuel Séraphin     |  | PLR       | 2021     | 106 220    |
| Saint-Philippe          | Olivier Rivière       |  | PRV       | 2009     | 5 093      |
| Saint-Pierre            | Michel Fontaine       |  | LR        | 2001     | 85 254     |
| Sainte-Marie            | Richard Nirlo         |  | DVD       | 2018     | 35 584     |
| Sainte-Rose             | Michel Vergoz         |  | RE-MPTU   | 2015     | 6 450      |
| Sainte-Suzanne          | Maurice Gironcel      |  | PCR       | 2012     | 24 855     |
| Salazie                 | Sidoleine Papaya      |  | DVC       | 2023     | 7 333      |

## Résultats électoraux

### Élections européennes
- Élections européennes de 2024 :

| - Liste Bardella (RN-LAF) - Liste Aubry (LFI) - Liste Hayer (ENS-UDI) | |         |        |
| Liste Étiquette politique (partis et alliances)                       | Liste Étiquette politique (partis et alliances) | Voix    | %      |
|                                                                       | La France revient ! Avec Jordan Bardella et Marine Le Pen Rassemblement national et L'Avenir français | 54 317  | 31,71  |
|                                                                       | La France insoumise - Union populaire La France insoumise, Parti ouvrier indépendant, Révolution écologique pour le vivant, Péyi-A, Pour La Réunion et Gauche écosocialiste                                        | 34 797  | 20,31  |
|                                                                       | Réveiller l'Europe Parti socialiste et Place publique | 17 425  | 10,17  |
|                                                                       | Besoin d'Europe Ensemble et Union des démocrates et indépendants | 15 323  | 8,94   |
|                                                                       | La France fière, menée par Marion Maréchal et soutenue par Éric Zemmour Reconquête et Mouvement conservateur | 9 727   | 5,68   |
|                                                                       | La droite pour faire entendre la voix de la France en Europe Les Républicains et Les Centristes | 8 637   | 5,04   |
|                                                                       | Europe Écologie Les Écologistes – EELV et Alternative alsacienne | 8 487   | 4,95   |
|                                                                       | Liste Asselineau-Frexit, pour le pouvoir d'achat et pour la paix Union populaire républicaine | 4 495   | 2,62   |
|                                                                       | Gauche unie pour le monde du travail soutenue par Fabien Roussel Parti communiste français, Fédération de la gauche républicaine, Parti communiste réunionnais, Parti communiste martiniquais et Humains et dignes | 3 799   | 2,22   |
|                                                                       | Écologie au centre , Égalité Europe Écologie, Régions unies d'Europe, Génération animal, Jeunes Ecqo et La France autrement                                                                                        | 3 086   | 1,80   |
|                                                                       | Parti animaliste - Les animaux comptent, votre voix aussi Parti animaliste | 3 083   | 1,80   |
|                                                                       | L'Europe ça suffit ! Les Patriotes et Via, la voie du peuple | 3 041   | 1,78   |
|                                                                       | Alliance rurale Résistons | 1 793   | 1,05   |
|                                                                       | Lutte ouvrière - Le camp des travailleurs Lutte ouvrière et Combat ouvrier | 1 699   | 0,99   |
|                                                                       | Europe Territoires Écologie Parti radical de gauche, Régions et peuples solidaires, Volt France, Mouvement des progressistes, Mouvement des citoyens et Collectif des sociaux-démocrates réformateurs              | 808     | 0,47   |
|                                                                       | Espéranto langue commune Europe Démocratie Espéranto | 248     | 0,14   |
|                                                                       | France libre Extrême droite | 178     | 0,10   |
|                                                                       | Équinoxe : écologie pratique et renouveau démocratique Équinoxe | 41      | 0,02   |
|                                                                       | Non à l'UE et à l'OTAN, communistes pour la paix et le progrès social Association nationale des communistes | 38      | 0,02   |
|                                                                       | La ruche citoyenne La Ruche citoyenne | 36      | 0,02   |
|                                                                       | Paix et Décroissance Écologiste, Objecteurs de croissance, Brouette et Décroissance Élections | 30      | 0,02   |
|                                                                       | Forteresse Europe - Liste d'unité nationaliste Les Nationalistes | 28      | 0,02   |
|                                                                       | Parti pirate | 27      | 0,02   |
|                                                                       | Défendre les enfants Droits du parent et de l'enfant | 27      | 0,02   |
|                                                                       | Écologie positive et territoires Écologie positive, Cap21, France Écologie, Le Trèfle - Les nouveaux écologistes, Les Universalistes, 100 % citoyens, Le Mouvement pour les animaux et Parti nationaliste basque   | 21      | 0,01   |
|                                                                       | PACE - Parti des citoyens européens, pour l'armée européenne, pour l'Europe sociale, pour la planète ! Parti des citoyens européens et La France a des Elles                                                       | 21      | 0,01   |
|                                                                       | Démocratie représentative | 20      | 0,01   |
|                                                                       | Non ! Prenons-nous en mains Rester libre | 14      | 0,01   |
|                                                                       | Changer l'Europe Nouvelle Donne et Allons enfants | 13      | 0,01   |
|                                                                       | Nous le peuple République souveraine et L'Appel au peuple | 10      | 0,00   |
|                                                                       | Pour une autre Europe Fédération citoyenne | 9       | 0,01   |
|                                                                       | Parti révolutionnaire Communistes | 9       | 0,01   |
|                                                                       | Free Palestine Union des démocrates musulmans français | 8       | 0,00   |
|                                                                       | Liberté démocratique française et Nouvelle émergence patriotique | 6       | 0,00   |
|                                                                       | « Pour le pain, la paix, la liberté ! » présentée par le Parti des travailleurs Parti des travailleurs | 4       | 0,00   |
|                                                                       | Pour une démocratie réelle : décidons nous-mêmes ! Décidons nous-mêmes ! | 4       | 0,00   |
|                                                                       | Pour un monde sans frontières ni patrons, urgence révolution ! Nouveau Parti anticapitaliste – Révolutionnaires | 3       | 0,00   |
|                                                                       | Pour une humanité souveraine Changement citoyen | 2       | 0,00   |
|                                                                       | |         |        |
| Inscrits                                                              | Inscrits | 697 195 | 100,00 |
| Abstentions                                                           | Abstentions | 513 365 | 73,63  |
| Votants                                                               | Votants | 183 830 | 26,37  |
| Blancs                                                                | Blancs | 5 467   | 2,97   |
| Nuls                                                                  | Nuls | 7 049   | 3,83   |
| Exprimés                                                              | Exprimés | 171 314 | 93,19  |
| Source : Ministère de l'Intérieur - La Réunion                        | |         |        |

- Élections européennes de 2019 :

| - Liste Bardella (RN)                           | |         |        |
| Liste Étiquette politique (partis et alliances) | Liste Étiquette politique (partis et alliances) | Voix    | %      |
|                                                 | Prenez le pouvoir, liste soutenue par Marine Le Pen Rassemblement national | 56 143  | 31,24  |
|                                                 | La France insoumise La France insoumise, Parti de gauche, Gauche républicaine et socialiste et Mouvement républicain et citoyen                                                                                    | 34 192  | 19,03  |
|                                                 | Renaissance soutenue par La République en marche, le MoDem et ses partenaires La République en marche, Mouvement démocrate, Agir, Mouvement radical, Union des démocrates et des écologistes et Alliance centriste | 18 869  | 10,5   |
|                                                 | Europe Écologie Europe Écologie Les Verts, Alliance écologiste indépendante et Régions et peuples solidaires | 15 412  | 8,58   |
|                                                 | Union de la droite et du centre Les Républicains, Les Centristes et Chasse, pêche, nature et traditions | 10 745  | 5,98   |
|                                                 | Envie d'Europe écologique et sociale Parti socialiste, Place publique, Nouvelle Donne et Parti radical de gauche                                                                                                   | 10 086  | 5,61   |
|                                                 | Liste citoyenne du Printemps européen avec Benoît Hamon soutenue par Génération.s et DéME-DiEM25 Génération.s | 6 630   | 3,69   |
|                                                 | Ensemble pour le Frexit Union populaire républicaine | 5 002   | 2,78   |
|                                                 | Le courage de défendre les Français avec Nicolas Dupont-Aignan. Debout la France ! – CNIP Debout la France et Centre national des indépendants et paysans                                                          | 4 357   | 2,42   |
|                                                 | Pour l'Europe des gens, contre l'Europe de l'argent Parti communiste français et République et socialisme | 4 360   | 2,43   |
|                                                 | Les Européens Union des démocrates et indépendants, Force européenne démocrate et La Gauche moderne | 3 421   | 1,9    |
|                                                 | Urgence écologie Génération écologie, Mouvement écologiste indépendant, Mouvement des progressistes et Union des démocrates et des écologistes                                                                     | 3 359   | 1,87   |
|                                                 | Parti animaliste Parti animaliste | 2 573   | 1,43   |
|                                                 | Lutte ouvrière – contre le grand capital, le camp des travailleurs Lutte ouvrière | 2 101   | 1,17   |
|                                                 | Ensemble Patriotes et Gilets jaunes : pour la France, sortons de l'Union européenne ! Les Patriotes | 1 977   | 1,1    |
|                                                 | Alliance jaune, la révolte par le vote Sans étiquette | 91      | 0,05   |
|                                                 | Parti pirate Parti pirate | 61      | 0,03   |
|                                                 | Décroissance 2019 Parti pour la décroissance | 52      | 0,03   |
|                                                 | À voix égales Sans étiquette | 36      | 0,02   |
|                                                 | Espéranto – langue commune équitable pour l'Europe Europe Démocratie Espéranto | 36      | 0,02   |
|                                                 | Mouvement pour l'initiative citoyenne Mouvement pour l'initiative citoyenne | 35      | 0,02   |
|                                                 | Allons enfants Allons enfants, le parti de la jeunesse | 34      | 0,02   |
|                                                 | Union pour une Europe au service des peuples Union des démocrates musulmans français | 30      | 0,02   |
|                                                 | Parti fédéraliste européen – Pour une Europe qui protège ses citoyens Parti fédéraliste européen | 28      | 0,02   |
|                                                 | Neutre et actif Sans étiquette | 17      | 0,01   |
|                                                 | Les oubliés de l'Europe – artisans, commerçants, professions libérales et indépendants – ACPLI Coordination nationale des indépendants                                                                             | 14      | 0,01   |
|                                                 | Liste de la reconquête Dissidence française | 14      | 0,01   |
|                                                 | PACE – Parti des citoyens européens Parti des citoyens européens | 12      | 0,01   |
|                                                 | Démocratie représentative La révolution est en marche | 9       | 0,01   |
|                                                 | Parti révolutionnaire Communistes Parti révolutionnaire Communistes | 9       | 0,01   |
|                                                 | Union démocratique pour la liberté, égalité, fraternité (UDLEF) Union démocratique pour la liberté, égalité, fraternité                                                                                            | 7       | 0,00   |
|                                                 | Une France royale au cœur de l'Europe Alliance royale | 4       | 0,00   |
|                                                 | Évolution citoyenne Sans étiquette | 1       | 0,00   |
|                                                 | La ligne claire Parti de l'in-nocence et Souveraineté, identité et libertés | 1       | 0,00   |
|                                                 | |         |        |
| Inscrits                                        | Inscrits | 644 089 | 100,00 |
| Abstentions                                     | Abstentions | 446 617 | 69,34  |
| Votants                                         | Votants | 197 472 | 30,66  |
| Blancs                                          | Blancs | 8 525   | 4,32   |
| Nuls                                            | Nuls | 9 229   | 4,67   |
| Exprimés                                        | Exprimés | 179 718 | 91,01  |
| Source : Ministère de l'Intérieur - La Réunion  | |         |        |

### Élections législatives
| 2024 | 2024 | 2024 | 2024 | 2024 | 2024 | 2024 | 2024 | 2024 |                                                        | PS                                                     |                                                        | PLR                                                    |                                                        | RN                                                     |                                                        | LP                                                     |                                                        | RÉ974                                                  |                                                        | PLR                                                    |                                                        | RÉ974                                                  |                                                        |                                                        |                                                        |                                                        |
| 2022 | 2022 | 2022 | 2022 | 2022 | 2022 | 2022 | 2022 | 2022 |                                                        | PS                                                     |                                                        | PLR                                                    |                                                        | REULI                                                  |                                                        | LP                                                     |                                                        | RÉ974                                                  |                                                        | PLR                                                    |                                                        | RÉ974                                                  |                                                        |                                                        |                                                        |                                                        |
| 2017 | 2017 | 2017 | 2017 | 2017 | 2017 | 2017 | 2017 | 2017 |                                                        | PS                                                     |                                                        | PLR                                                    |                                                        | LR                                                     |                                                        | LR                                                     |                                                        | RÉ974                                                  |                                                        | LR                                                     |                                                        | MoDem                                                  |                                                        |                                                        |                                                        |                                                        |
| 2012 | 2012 | 2012 | 2012 | 2012 | 2012 | 2012 | 2012 | 2012 |                                                        | PS                                                     |                                                        | PLR                                                    |                                                        | PS                                                     |                                                        | PS                                                     |                                                        | PS                                                     |                                                        | PS                                                     |                                                        | MoDem                                                  |                                                        |                                                        |                                                        |                                                        |
| 2007 | 2007 | 2007 | 2007 | 2007 | 2007 | 2007 | 2007 | 2007 |                                                        | UMP                                                    |                                                        | PCR                                                    |                                                        | UMP                                                    |                                                        | PS                                                     |                                                        | PS                                                     |                                                        |                                                        |                                                        |                                                        |                                                        |                                                        |                                                        |                                                        |
| 2002 | 2002 | 2002 | 2002 | 2002 | 2002 | 2002 | 2002 | 2002 |                                                        | UMP                                                    |                                                        | PCR                                                    |                                                        | GFR                                                    |                                                        | PS                                                     |                                                        | UMP                                                    |                                                        |                                                        |                                                        |                                                        |                                                        |                                                        |                                                        |                                                        |
| 1997 | 1997 | 1997 | 1997 | 1997 | 1997 | 1997 | 1997 | 1997 |                                                        | PS                                                     |                                                        | PCR                                                    |                                                        | GFR                                                    |                                                        | PCR                                                    |                                                        | PCR                                                    |                                                        |                                                        |                                                        |                                                        |                                                        |                                                        |                                                        |                                                        |
| 1993 | 1993 | 1993 | 1993 | 1993 | 1993 | 1993 | 1993 | 1993 |                                                        | PS                                                     |                                                        | PCR                                                    |                                                        | GFR                                                    |                                                        | RPR                                                    |                                                        | UDF (CDS)                                              |                                                        |                                                        |                                                        |                                                        |                                                        |                                                        |                                                        |                                                        |
| 1988 | 1988 | 1988 | 1988 | 1988 | 1988 | 1988 | 1988 | 1988 |                                                        | DVD                                                    |                                                        | PCR                                                    |                                                        | DVD                                                    |                                                        | PCR                                                    |                                                        | UDF (CDS)                                              |                                                        |                                                        |                                                        |                                                        |                                                        |                                                        |                                                        |                                                        |
| 1986 | 1986 | 1986 | 1986 | 1986 | 1986 | 1986 | 1986 | 1986 | Scrutin proportionnel plurinominal par département (5) | Scrutin proportionnel plurinominal par département (5) | Scrutin proportionnel plurinominal par département (5) | Scrutin proportionnel plurinominal par département (5) | Scrutin proportionnel plurinominal par département (5) | Scrutin proportionnel plurinominal par département (5) | Scrutin proportionnel plurinominal par département (5) | Scrutin proportionnel plurinominal par département (5) | Scrutin proportionnel plurinominal par département (5) | Scrutin proportionnel plurinominal par département (5) | Scrutin proportionnel plurinominal par département (5) | Scrutin proportionnel plurinominal par département (5) | Scrutin proportionnel plurinominal par département (5) | Scrutin proportionnel plurinominal par département (5) | Scrutin proportionnel plurinominal par département (5) | Scrutin proportionnel plurinominal par département (5) | Scrutin proportionnel plurinominal par département (5) | Scrutin proportionnel plurinominal par département (5) |
| 1981 | 1981 | 1981 | 1981 | 1981 | 1981 | 1981 | 1981 | 1981 |                                                        | RPR                                                    |                                                        | DVD                                                    |                                                        | PS                                                     |                                                        |                                                        |                                                        |                                                        |                                                        |                                                        |                                                        |                                                        |                                                        |                                                        |                                                        |                                                        |
| 1978 | 1978 | 1978 | 1978 | 1978 | 1978 | 1978 | 1978 | 1978 |                                                        | RPR                                                    |                                                        | DVD                                                    |                                                        | UDF (PR)                                               |                                                        |                                                        |                                                        |                                                        |                                                        |                                                        |                                                        |                                                        |                                                        |                                                        |                                                        |                                                        |
| 1973 | 1973 | 1973 | 1973 | 1973 | 1973 | 1973 | 1973 | 1973 |                                                        | UDR                                                    |                                                        | DVD                                                    |                                                        | CDP                                                    |                                                        |                                                        |                                                        |                                                        |                                                        |                                                        |                                                        |                                                        |                                                        |                                                        |                                                        |                                                        |
| 1968 | 1968 | 1968 | 1968 | 1968 | 1968 | 1968 | 1968 | 1968 |                                                        | UDR                                                    |                                                        | DVD                                                    |                                                        | CD                                                     |                                                        |                                                        |                                                        |                                                        |                                                        |                                                        |                                                        |                                                        |                                                        |                                                        |                                                        |                                                        |
| 1967 | 1967 | 1967 | 1967 | 1967 | 1967 | 1967 | 1967 | 1967 |                                                        | UD-Ve                                                  |                                                        | DVD                                                    |                                                        | CD                                                     |                                                        |                                                        |                                                        |                                                        |                                                        |                                                        |                                                        |                                                        |                                                        |                                                        |                                                        |                                                        |
| 1962 | 1962 | 1962 | 1962 | 1962 | 1962 | 1962 | 1962 | 1962 |                                                        | RI                                                     |                                                        | MRP                                                    |                                                        | DIV                                                    |                                                        |                                                        |                                                        |                                                        |                                                        |                                                        |                                                        |                                                        |                                                        |                                                        |                                                        |                                                        |
| 1958 | 1958 | 1958 | 1958 | 1958 | 1958 | 1958 | 1958 | 1958 |                                                        | Mod.                                                   |                                                        | UNR                                                    |                                                        | DIV                                                    |                                                        |                                                        |                                                        |                                                        |                                                        |                                                        |                                                        |                                                        |                                                        |                                                        |                                                        |                                                        |

### Élections municipales
| Commune                 | Parti (2020) | Parti (2014) | Parti (2008) | Parti (2001) | Parti (1995) | Parti (1989) | Parti (1983) | Parti (1977) |
| ----------------------- | ------------ | ------------ | ------------ | ------------ | ------------ | ------------ | ------------ | ------------ |
| Bras-Panon              | DVC          | UMP          | UMP          | RPR          | DVD          | RPR          | RPR          | RPR          |
| Cilaos                  | PCR          | UMP          | UMP          | RPR          | PCR          | RPR          | DVD †        | DVD          |
| Entre-Deux              | UDI-DS       | UDI-DS       | MoDem        | RPR          | DVD          | DVD          | DVD          | DVD          |
| L'Étang-Salé            | DVC EP       | UMP          | UMP          | RPR          | RPR DEM      | RPR          | UDF          | DVD          |
| La Plaine-des-Palmistes | RN           | UMP          | PS           | RPR          | RPR          | RPR          | PS           | PS           |
| La Possession           | CREA         | PÉS          | PCR          | PCR          | PCR          | PCR          | PCR          | PCR          |
| Le Port                 | PLR          | PLR          | PCR          | PCR          | PCR          | PCR DEM      | PCR          | PCR          |
| Le Tampon               | DVD IN       | DVD          | UMP DEM      | RPR DEM      | RPR          | RPR          | RPR          | RPR          |
| Les Avirons             | LVC          | MoDem DEM    | MoDem        | DVD          | DVD          | DVD          | RPR EP       | RPR          |
| Les Trois-Bassins       | DVD          | DVD          | PCR          | UDF          | UDF          | UDF          | RPR          | RPR          |
| Petite-Île              | DVD          | DVD          | PS           | PS           | PS           | PS           | PS           | RPR          |
| Saint-André             | DVG          | UDI          | PCR          | UDF          | UDF          | UDF          | UDF          | CDS          |
| Saint-Benoît            | DVG          | PS DEM       | PS           | UDF          | PS DEM       | PS           | PS           | RPR          |
| Saint-Denis             | PS           | PS           | PS           | RPR          | PS           | PS DEM       | RPR          | RPR          |
| Saint-Joseph            | PS           | PS           | PS           | PS           | RPR          | RPR          | UDF          | DVD          |
| Saint-Leu               | MoDem        | MoDem DEM    | MoDem        | UDF DEM      | UDF          | UDF          | PCR          | RI           |
| Saint-Louis             | DVD          | UDI DEM      | PCR EP       | UDF          | PCR          | PCR          | PCR          | PR           |
| Saint-Paul              | PLR DEM      | UMP          | PCR EP       | RPR          | RPR DEM      | RPR DEM      | RPR †        | RPR          |
| Saint-Philippe          | UDI-LC       | UDI-NC       | UMP IN       | UDF          | UDF DEM/EP   | UDF          | PS           | PS           |
| Saint-Pierre            | LR           | UMP          | UMP          | RPR          | PCR          | PCR          | PCR          | RI           |
| Sainte-Marie            | DVD          | DVD DEM      | DVD          | DVD          | DVD          | DVG EP       | DVG          | RPR          |
| Sainte-Rose             | RE-MPTU      | DVD EP       | DVD          | DVD          | PS           | PS           | PCR          | DVG-MDS      |
| Sainte-Suzanne          | PCR          | PCR          | PCR DEM/EP   | PCR          | PCR          | PCR †        | PCR          | RPR EP       |
| Salazie                 | DVC DEM      | UDI-NC       | NC           | UDF          | RPR DEM      | RPR          | DVD DEM      | RPR          |

### Filmographie
- 1963 : Sucre Amer, de Yann Le Masson